# Herman Lundborg

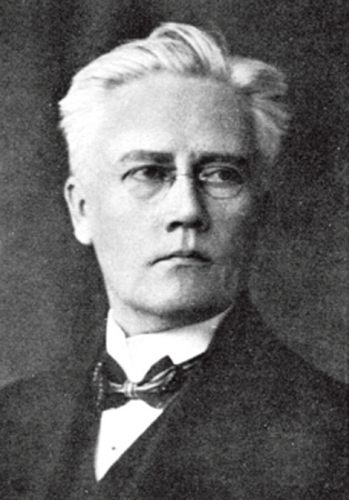
Herman Lundborg, um 1925

Herman Bernhard Lundborg (* 7. April 1868 in Väse, Gemeinde Karlstad; † 9. Mai 1943 in Östhammar) war ein schwedischer Neurologe und Psychiater sowie Rassentheoretiker. Er war Gründer und Leiter des staatlichen Institutes für Rassenbiologie in Uppsala während der Jahre 1922 bis 1935.

## Leben
Lundborg studierte ab 1887 an der Universität Stockholm. 1902 promovierte er an der Universität Lund und wurde 1903 Dozent für Psychiatrie und Neurologie an der Universität Uppsala, ab 1915 für Rassenbiologie und Medizinische Genetik. Nach ihm ist die Unverricht-Lundborg-Erkrankung mit benannt.

## Rassenkunde, Eugenik und Antisemitismus
Herman Lundborg stand im Zentrum der schwedischen Rassenbiologie. Seine rassetheoretischen Ansichten folgten der Tradition der schwedischen folk-Ideologie, die sich im 19. Jahrhundert auch unter Einfluss von Arthur de Gobineau und Houston Stewart Chamberlain entwickelt hatte. Danach war das folk als reiner und homogener Rassekörper gesund zu halten, da Vermischung mit anderen Rassen zur Verschlechterung der Erbanlagen führe oder, in Lundborgs Worten, es sei „unabänderliche Wahrheit, daß ein erbgesundes Menschenmaterial das höchste Gut eines Volkes“ darstelle. Spezifisch „rasseuntaugliche Volksgruppen“ seien Samen („Lappen“), Schwarze und Juden.
In Schweden setzte er sich für die Gründung eines staatlichen Instituts für Rassenbiologie und ein Gesetz für „eugenische Sterilisierungen“ ein. Nachdem er 1921 zum Professor und Leiter des neugegründeten Staatlichen Instituts für Rassenbiologie an der Universität Uppsala ernannt worden war, unternahm er zahlreiche Expeditionen nach Lappland und Finnland, wo er Schädel und andere Körpermerkmale vermaß und im Abgleich mit Daten aus Tauf- und Strafregistern seine Rassentheorie zu bestätigen versuchte. Doch erkannte er, dass es die von ihm postulierten distinkten Bevölkerungsgruppen nicht gibt. Für eine Wanderausstellung über „Schwedische Volkstypen“ griff er 1919 darauf zurück, Studiofotos blonder Filmschauspieler unvorteilhaften Fotos von Personen aus der Polizeikartei gegenüberzustellen. In Uppsala wurde 1927 der Etat von Lundborgs Institut gekürzt, sechs seiner ehemals sieben Mitarbeiter gekündigt. Lundborg sah dahinter eine Verschwörung. 1935 trat er in den Ruhestand. Sein Nachfolger wurde sein Assistent, der Eugeniker Gunnar Dahlberg (1893–1956), der zur Humangenetik wechselte, die auch ein social engineering mittels Zwangssterilisierung vorsah.

### Nationalsozialismus
Zunehmend meinte Lundborg, dass „[...] unsere anscheinend so glänzende europäische Kultur [...] bedenklich zu entarten“ drohe. Bereits seit den 1910er-Jahren unterhielt er gute Kontakte zu einem Kreis deutscher Mediziner, der nach der Machtergreifung Hitlers nun führende Vertreter der Nationalsozialistischen Rassenhygiene stellte, darunter Ernst Rüdin, Fritz Lenz, Eugen Fischer und Alfred Ploetz. Zwar sah Lundborg auch in Deutschland eine Bedrohung durch einen großen Austausch, bei dem durch ein Absinken der Kindersterblichkeit im vermeintlichen „Bodensatz [von] Minderheiten“ bei gleichzeitiger Emanzipation gebildeter Frauen die „Rassenkraft ausgetilgt“ würde. Zugleich habe aber „das deutsche Volk [...] die Gefahr des Kulturumsturzes eingesehen und [sei] gewillt, seinem rassenhygienisch gut unterrichtetem Führern zu folgen.“ 1932 nahm er in New York am Weltkongress der Internationalen Rassenbiologischen Gesellschaft teil, der Rüdin vorstand. Im Jahr 1934 wurde er zum Mitglied der Leopoldina berufen und im Folgejahr Mitherausgeber der von Egon von Eickstedt gegründeten Zeitschrift für Rassenkunde sowie der Zeitschrift für menschliche Vererbungs- und Konstitutionslehre von Günther Just und Karl Heinrich Bauer. Den Enthusiasmus für seine Idee einer „Wiederaufnordung“ honorierte er bei einem Berliner Vortrag 1935 durch Unterstützung nationalsozialistischer Gedanken zur „Judenfrage“:

„Wir wissen aus Erfahrung, daß die Juden [...] in jedem Land die gleichen auflösenden Kräfte in Bewegung setzen. Sie dulden nicht und können ihrer Natur zufolge nicht dulden, daß das andere Volk kerngesund erhalten wird[...]. Sie [sind] Todfeinde jeden nationalen Lebens außer ihrem eigenen. Sie vermögen nur die Schwächen anderer Völker zu erkennen und wissen diese nach Belieben auszunutzen. Niemals können sie mit den europäischen Völkern zusammenschmelzen; dies wäre auch durchaus nicht wünschenswert. Mir scheint zweckmäßig, daß sie aus dem europäischen Gesellschaftskörper völlig ausgesondert werden.“

## Familie
Lundborg war zweimal verheiratet. Noch während seiner ersten Ehe mit Thyra Peterson (1868–1931) brachte seine samische Assistentin Maria Isaakson 1927 einen Sohn von ihm auf die Welt. Die Affäre mit seiner Mitarbeiterin, die auch Anschauungsobjekt in seinem Werk The Racial Characters of the Swedish Nation wurde und laut diesem einer als minderwertig dargestellten „ostbaltischen Rasse“ angehörte, versuchte Lundborg zu vertuschen, indem er die Meldeadresse Isaaksons vor der Geburt änderte und das Kind erst später 1935 bei sich aufnahm.

## Trivia
Lundborg kommt als Nebenfigur im Roman Der Hundertjährige, der aus dem Fenster stieg und verschwand von Jonas Jonasson und in dem darauf beruhenden Spielfilm vor. Lundborg selbst wird hier eher satirisch beschrieben. Die Hauptfigur des Romans wird in Lundborgs Klinik zwangssterilisiert, was jedoch in der für den Roman typischen ironischen Weise dargestellt wird.